# Bix Aliu
Bix Aliu, właśc. Begzat Azem Aliu (ur. w Chicago) – amerykański dyplomata i lekarz pochodzenia albańskiego. W latach 2018–2019 Konsul Generalny Stanów Zjednoczonych w Krakowie, w latach 2021–2022 chargé d’affaires Stanów Zjednoczonych w Polsce.

## Życiorys
Urodził się w Chicago w rodzinie albańskich emigrantów z Kiczewa na terenie dzisiejszej Macedonii Północnej, którzy przybyli do Stanów Zjednoczonych pod koniec lat 60. XX wieku. Posiada tytuł magistra studiów strategicznych Uniwersytetu Wojennego Armii USA oraz stopień doktora medycyny Uniwersytetu Medycznego w Kosowie.
Około 2005 przebywał na placówce w Warszawie jako wicekonsul i zastępca attaché kulturalnego. W kolejnych latach pełnił funkcję zastępcy ambasadora USA w Czarnogórze, gdzie pełnił także funkcję chargé d’affaires ad interim. Konsul generalny w Krakowie od 2018 do 2019. W latach 2019–2022 był zastępcą ambasadora USA w Polsce. Od stycznia 2021 pełnił funkcję chargé d’affaires w okresie między zakończeniem kadencji przez Georgette Mosbacher, a jej rozpoczęciem przez Marka Brzezinskiego.
Wielokrotnie nagradzany przez Departament Stanu Stanów Zjednoczonych. W 2019 otrzymał Odznakę „Honoris Gratia” („w uznaniu zasług dla Krakowa i jego mieszkańców”).

## Życie prywatne
Bix Aliu jest żonaty, ma dwoje dzieci. Poza rodzimym językiem angielskim, mówi także biegle po albańsku, czarnogórsku, macedońsku, serbsku i polsku.